# تاکر ۴۸
تاکر ۴۸ (انگلیسی: Tucker 48) خودرویی به طراحی پرستون تاکر است که در سال ۱۹۴۸ به‌طور مختصر در شهر شیکاگو تولید شد. در طول یک‌سال تولید این خودرو، تنها ۵۰ نسخه از آن ساخته شد. توقف تولید این خودرو به پوشش منفی رسانه‌ها و بازرسی کمیسیون بورس و اوراق بهادار آمریکا ربط داده می‌شود. این خودرو هم‌اکنون یک خودروی کلاسیک نادر به حساب می‌آید. نسخه‌ای از این خودرو در سال ۲۰۱۰ با بهای ۱/۱ میلیون دلار و در سال ۲۰۱۲ نسخه‌ای دیگر با بهای ۲/۹ میلیون دلار به فروش رفت.